# Slavistique

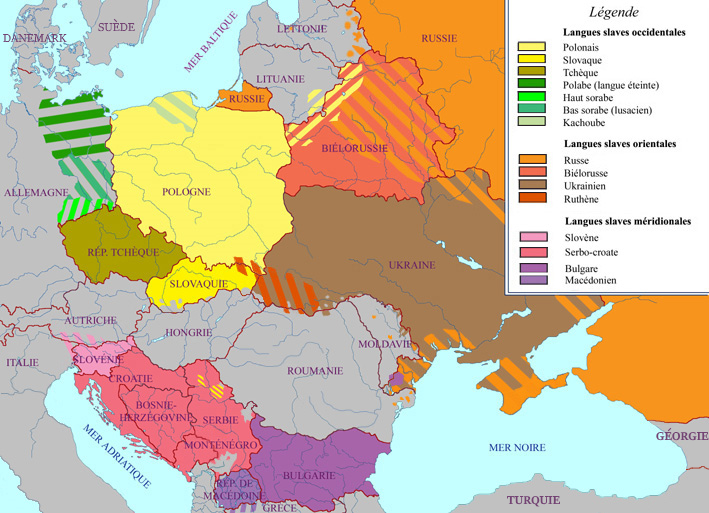
Zones ethno-linguistiques slaves.

La slavistique (en russe : Славистика, Slavistica) est l'étude linguistique concernant les langues slaves. Elle couvre les domaines de la linguistique, de la littérature, de l'histoire et de la culture slave, couvrant une aire culturelle variée et vivante qui s’étend de l’Europe centrale à l’Asie orientale. 

## Historique
L'étude comparée des langues slaves remonte en France à Jean-Baptiste Colbert qui créa la première école d'enseignement des langues en 1669 à Istanbul dans le quartier de Beyoğlu. En 1700, l'école fut transférée à Paris et celle-ci prit le nom d'École spéciale des langues orientales vivantes en 1795 par décret de la Convention. On y formait des interprètes et des administrateurs.
La slavistique s'est étendue dans le monde avec le développement de l'intérêt porté sur le plan international aux peuples slaves et au mouvement nationaliste du panslavisme. Le philologue et historien tchèque Josef Dobrovský fut un des premiers à utiliser le terme slavistique. 
De nos jours, la slavistique française a vu son développement dans de nombreuses universités, tout en constatant l'érosion de ses effectifs. La suppression complète de l'enseignement du russe dans de nombreux établissements et la diminution en parallèle du nombre de postes aux concours de l'agrégation et du CAPES, ont appauvri le vivier de futurs slavisants.

## Publications
La Revue des études slaves demeure le support de la slavistique française et francophone. Elle publie notamment les communications de la délégation de slavistique française au Congrès international des slavistes (en) (Prague, 1929). Elle est aussi une revue internationale à laquelle collaborent de manière significative des slavistes du monde entier. Tout en maintenant sa vocation originelle, la philologie et la linguistique, l’histoire, la critique et l’histoire littéraires des pays slaves, elle s’est élargie à l’anthropologie historique, l’ethnologie, l’histoire des idées, des littératures, des arts, des cultures et des religions.

## Aire géographique
- Biélorussie ;
- Bosnie-Herzégovine ;
- Bulgarie ;
- Croatie ;
- Macédoine du Nord ;
- Monténégro ;
- Pologne ;
- Russie ;
- Serbie ;
- Slovaquie ;
- Slovénie ;
- Tchéquie ;
- Ukraine ;

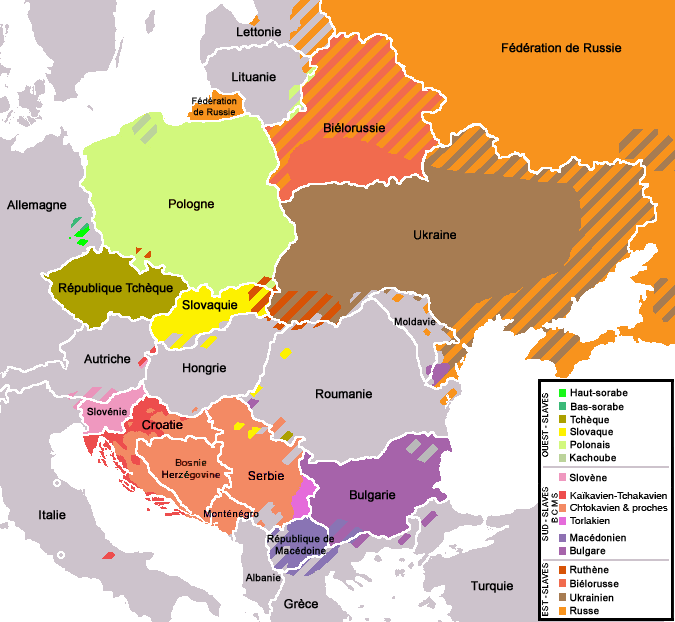
Répartition géographique des langues slaves.

- Autres langues: le haut sorabe, le bas sorabe, le cachoube, le polabe, le ruthène et le vieux-slave.

## Personnalités slavistes francophones
- Léon Beaulieux,
- Roger Bernard,
- Paul Boyer,
- Michel Bréal,
- Auguste Carrière,
- Ernest Denis,
- Françoise Flamant,
- Régis Gayraud,
- Émile Haumant,
- François de Labriolle,
- Louis Léger,
- André Mazon,
- Antoine Meillet,
- Georges Nivat,
- Paul Pauliat,
- Cyprien Robert,
- Ferdinand de Saussure,
- André Vaillant

## Autres personnalités slavistes
- Jan Niecisław Baudouin de Courtenay,
- Fiodor Bouslaïev,
- František Ladislav Čelakovský
- Josef Dobrovský,
- Václav Hanka,
- Roman Jakobson,
- Konstantin Jirecek,
- Wolfgang Kasack,
- Blaže Koneski,
- Jernej Kopitar,
- August Leskien,
- Ettore Lo Gatto,
- Mikhaïl Lomonossov,
- Youri Lotman,
- Franc Miklošič,
- Krste Misirkov,
- Matija Murko,
- Boris Ouspenski,
- Nicholas Riasanovsky,
- Vladimir Ronin
- Jaroslav Rudnyckyj,
- Pavel Jozef Šafárik,
- August Schleicher,
- Alexandre Soloviev,
- Vladimir Toporov,
- Boris Unbegaun,
- Max Vasmer,
- Alexandre Vostokov,
- Emmanuel Waegemans
- Andreï Zalizniak.